# Платформа Застава
Платформа Застава — остановочная платформа и на 439,1 км перегона Веркко — станция Застава линии Суоярви — Томицы — Петрозаводск. Расположена на территории Эссойльского сельского поселения Пряжинского национального района Республики Карелия. Остановочный пункт был открыт в 1970-е годы возле переезда с дорогой 86К-356 для удобства транспортного обслуживания посёлков Игнойла и Вешкелица, поскольку к станции Застава, находившейся всего в восьмистах метрах, нормального подъезда не существовало. С 2014 года пассажирские поезда проходят платформу без остановки. Несмотря на это, в середине 2010-х годов была установлена новая информационная табличка с названием остановочного пункта.

## История
Строительство линии Суоярви — Петрозаводск протяженностью почти в 130 километров было начато в марте 1939 года в связи с началом Зимней войны. Участок был построен советскими строителями всего за 3,5 месяца, и уже в марте 1940 года на линии было открыто движение. С 1941 по 1944 Финляндия по новой захватила Олонецкий перешеек, в результате чего все станции и остановочные пункты линии получили финские наименования.

## Галерея
- Вид в сторону ст. Застава.
- Вид в сторону рзд. Веркко.